# Toño Lira
José Antonio Lira Rostro (Ciudad de México; 13 de junio de 1965), conocido como Toño Lira, es un cantante, compositor y músico mexicano, sobresalido por ser el fundador y vocalista de la banda Lira N' Roll.
Lira inició su carrera a principios de 1986 como integrante de la banda Blues Boys en donde grabó tres discos. Posteriormente, abandona el grupo para formar Lira N' Roll en 1991.

## Discografía
Con Blues Boys (1987-1991):
- Un paso adelante
- En el camino
- La ciudad

Con Liran Roll:
- Quiero cambiar (1997)
- María (1997)
- Recuerdos (1997)
- Juntos x el Rock (1997)
- En Vivo, Vol. 1 y 2 (1998)
- Chaman (1999)
- Momentos (2000)
- Bohemia Rock (Vol. 1, 3, 4, 5 y 6) (2000)
- Liran Roll: En Vivo, Teatro Rafael Solano (Vol. 1, 2 y 3) (2001)
- El diablo (2001)
- Bohemia Rock (Vol. 7 y 8) (2002)
- Disco de Aniversario (2003)
- D.F. (2003)
- Juntos x el Rock Vol.2 (2004)
- Cambios (2004)
- D.Fctivos del Rock (2005)
- Teatro Metropolitan, Vol. 1 y 2 (2006)
- Va por ti (2008)
- Va por ti, En Vivo Teatro Metropolitan Vol. 1 y 2 (2010)
- Siguiendo la Línea (2011)
- Liran Roll, En Vivo: El Reto, Auditorio Nacional (2012)
- Toño Lira y El Muro (2014)
- Liran Roll, 15 Exitos (2014)
- El Último Viajé (Remasterizado) (2015)
- Liberame (2017)
- Liran Roll: 25 años de Resistencia, En Vivo Teatro Metropolitan (2018)
- Liran Roll: Fiesta Latina (2021)
- Liran Roll: Concierto 30 años de Resistencia (2022)